# Batalha de Samakh
A Batalha de Samakh foi travada em 25 de setembro de 1918, durante a Batalha de Sarom, que juntamente com a Batalha de Nablus constituiu a Batalha de Megido, travada entre 19 e 25 de setembro, nos últimos meses da Campanha do Sinai e Palestina da Primeira Guerra Mundial.
Durante a fase de cavalaria da Batalha de Sarom, o Corpo Montado do Deserto (Desert Mounted Corps) comandado pelo general australiano Harry Chauvel tomou a planície de Esdrelão (também conhecido como vale de Jizreel) e a planície de Armagedão, 64 a 80 km atrás da linha da frente dos montes da Judeia, em 20 de setembro, quando a 3.ª Brigada de Cavalaria Ligeira da Divisão Montada Australiana capturou Jenin. A 4.ª Brigada de Cavalaria Ligeira australiana foi encarregada de guardar as colunas de abastecimento e prisioneiros para em seguida ser enviada para atacar e capturar Samakh, na margem sul do mar da Galileia, onde a guarnição otomana e alemã tinha ordens do comandante do Grupo de Exércitos Yıldırım para resistir até ao último homem.
Samakh situava-se no centro da linha de retaguarda germano-otomana que ia desde  Tiberíades até Daraa e cujo objetivo era cobrir a retirada dos exércitos otomanos. A retaguarda tinha sido montada para atrasar o avanço da cavalaria da Força Expedicionária Egípcia (EEF) após as vitórias da infantaria britânica nos montes da Judeia nas batalhas de Tabsor e de Tulcarém (partes da Batalha de Sarom). Este e outros confrontos travados durante a Batalha de Nablus, incluindo o terceiro ataque transjordano, também parte da Batalha de Megido, forçou a retirada do quarto, sétimo e oitavo exércitos otomanos apra norte, em direção a Damasco.
A 20 de setembro, o general alemão Otto Liman von Sanders, comandante do Grupo de Exércitos Yıldırım, ordenou à guarnição germano-otomana de Samakh para preparar uma forte defesa de retaguarda da aldeia. Na madrugada de 25 de setembro, quando um regimento e dois esquadrões da 4.ª Brigada de Cavalaria Ligeira atacaram Samakh, a retaguarda defensiva encontrava-se fortemente entrincheirada. O assalto, que começou com uma carga de cavalaria, terminou duas horas depois, após combates cerrados nas ruas da aldeia e na estação ferroviária. Depois de combates encarniçados com baionetas e espadas, sala a sala da estação, a aldeia foi tomada.
A vitória das tropas australianas, no centro da linha de retaguarda inimiga, pôs fim à Batalha de Sarom e abriu caminho à perseguição de cavalaria até Damasco, que terminou em 1 de outubro com a conquista daquela cidade. Quando o Armistício de Mudros foi assinado em 30 de outubro, pondo fim às hostilidades no Médio Oriente,  Alepo tinha sido tomada e os combates progrediam para norte.